# Silver Blaze (1937)
Silver Blaze (Alternativtitel: Murder at the Baskervilles) ist ein britischer Kriminalfilm und eine freie Adaption der Sherlock-Holmes-Kurzgeschichte Silberstern von Arthur Conan Doyle, wobei auch Figuren aus dem Holmes-Roman Der Hund von Baskerville auftreten.

## Handlung
Das Verbrechergenie Professor Moriarty bezieht einen neuen geheimen Unterschlupf in einem Lagerhaus neben einem stillgelegten U-Bahnhof. Dort nimmt er einen Auftrag von dem Geschäftsmann Miles Stanford an: Für 10.000 Pfund soll Moriarty dafür sorgen, dass das berühmte Rennpferd Silver Blaze beim nächsten Rennen nicht antreten kann. Das Pferd gehört einem Colonel Ross aus Dartmoor. Währenddessen wollen sich Sherlock Holmes und Dr. Watson auf dem Landgut ihres Freundes Sir Henry Baskerville erholen, ganz in der Nähe von Colonel Ross’ Gestüt.
Ross’ Stallbursche Hunter übernachtet im Stall von Silver Blaze, um das berühmte Pferd zu bewachen. Eines Abends bringt die Köchin Hunter das Essen, und am nächsten Morgen ist er tot und Silver Blaze nicht mehr im Stall. Polizeiinspektor Lestrade, der von London nach Exeter versetzt wurde, verdächtigt zunächst Jack Trevor, den Verlobten von Baskervilles Tochter Diana. Dieser hatte bei Pferdewetten Schulden gemacht und an diesem Abend Straker besucht, um über den Verkauf eines Pferdes zu verhandeln. Holmes bezweifelt Trevors Täterschaft, denn Hunter wurde mit seinem Abendessen vergiftet. An diesem Abend gab es ein Curry, dessen Gewürze den Geschmack des Gifts überdeckten. Holmes schließt daraus, dass der Täter aus demselben Haushalt kam und wusste, was es zu essen gibt.
Im Moor verfolgt Holmes zusammen mit Lestrade die Hufspuren des Pferdes und findet so eine zweite Leiche: die von James Straker, dem für Silver Blaze zuständigen Pferdetrainer. Neben der Leiche findet er ein kleines chirurgisches Messer, jedoch ohne Blutspuren. Silver Blaze taucht im Stall von Silas Brown, einem benachbarten Gestütsbesitzer, wieder auf. Dieser hatte das Pferd getarnt, indem er dessen Fellzeichnung übermalte, was Holmes jedoch bemerkte.
Moriarty erfährt aus der Zeitung, dass sein Erzfeind Holmes den Fall übernommen hat, und reist nach Dartmoor. Holmes verspricht Ross, am Tag des Pferderennens alles aufzuklären, reist aber mit Watson zunächst nach London zurück. Schon im Auto auf dem Weg zum Bahnhof werden sie von Moriarty und seinen Handlangern aus einem überholenden Auto beschossen.
Beim Rennen tritt zur allseitigen Überraschung Silver Blaze an. Er liegt in Führung, doch dann wird aus einer als Filmkamera getarnten Waffe der Jockey angeschossen. Holmes enthüllt nun, dass Straker, bezahlt von Moriarty, den Stallburschen tötete und das Pferd ins Moor entführte, um ihm dort mit dem chirurgischen Messer eine Sehne im Huf zu durchtrennen. Dadurch sollte das Pferd ohne äußerlich erkennbaren Grund lahmen und aus dem Rennen genommen werden. Doch bevor er den Schnitt ansetzen konnte, hat Silver Blaze selbst Straker durch einen Tritt getötet und lief davon.
Im Wettbüro identifiziert Holmes Miles Stanford als Auftraggeber von Moriarty. Watson soll Stanford verfolgen, das Versteck von Moriarty herausfinden und dann Holmes und Lestrade alarmieren. Doch Watson wird von einem Helfer Moriartys niedergeschlagen und in das Versteck gebracht. Moriarty will ihn in einen tiefen Fahrstuhlschacht des alten U-Bahnhofs zu Tode stürzen, doch im letzten Moment tauchen Holmes und Lestrade auf, retten Watson und nehmen Moriarty fest.

## Produktion
Silver Blaze ist eine Produktion von Julius Hagen Productions und wurde in den Twickenham Film Studios in London gedreht und erschien am 30. Juni 1937 in den britischen Kinos. In den USA erschien er 1941 unter dem Titel Murder at the Baskervilles, um an den Erfolg des 1939 erschienenen Films Der Hund von Baskerville anzuknüpfen. Dort erschien er auch 2013 auf DVD.
Silver Blaze war der letzte Teil einer 1931–1937 produzierten fünfteiligen Sherlock-Holmes-Filmreihe mit Artur Wintner als Hauptdarsteller.